# Trichosteleum microcalyx
Trichosteleum microcalyx är en bladmossart som beskrevs av Ferdinand François Gabriel Renauld och Jules Cardot 1897. Trichosteleum microcalyx ingår i släktet Trichosteleum och familjen Sematophyllaceae. Inga underarter finns listade i Catalogue of Life.